# Chus Martínez
Chus Martínez (* 1972 in Ponteceso, Provinz A Coruña) ist eine spanische Kunsthistorikerin, Museumskuratorin und Autorin zahlreicher Schriften zur zeitgenössischen Kunst. Im März 2011 übernahm sie die kuratorische Abteilung der Documenta 13 in Kassel. Bevor sie 2014 die Leitung des Instituts Kunst an der Fachhochschule Nordwestschweiz (FHNW) in Basel übernahm, war sie Chefkuratorin des El Museo del Barrio in New York.

## Werdegang
Martínez studierte Kunstgeschichte und Philosophie an der Universitat Autònoma de Barcelona. Anschließend ging sie nach Deutschland und setzte ihr Studium an der Universität Tübingen und an der FU Berlin fort. 1995 arbeitete sie am Hamburger Bahnhof – Museum für Gegenwart in Berlin. In den USA besuchte sie die Columbia University und das Center for Curatorial Studies am Bard College New York, wo sie den Master of Arts machte. Als Ko-Kuratorin organisierte sie nebenbei von 1999 bis 2001 die Art space Parkers box, ein Kunstzentrum in Williamsburg (Brooklyn). Von 2001 bis 2002 war sie bei der Fundació la Caixa in Barcelona für das Sala Montcada Programm zuständig. Anschließend kuratierte sie bis 2005 Projekte im Sala Rekalde, dem Zentrum für zeitgenössische Kunst in Bilbao. 2005 war sie Kommissarin des zypriotischen Pavillons auf der 51. Biennale von Venedig. Anfang 2006 wurde sie – als Nachfolgerin von Nicolaus Schafhausen – zur Leiterin des Frankfurter Kunstvereins berufen. Als Leiterin des Frankfurter Kunstvereins kuratierte sie Einzelausstellungen von u. a. Wilhelm Sasnal sowie mehrere Gruppenausstellungen wie «Pensée Sauvage» und «The Great Game To Come». 2008 wechselt sie als Chefkuratorin an das Museu d’Art Contemporani (MACBA) in Barcelona. Während der Zeit am MACBA kuratierte Martínez unter anderem die Retrospektive von Thomas Bayrle, eine monografische Schau der Otolith Group und die dem Fernsehen gewidmete Ausstellung «Are you ready for TV?». 2008 kuratierte Martínez Deimantas Narkevičius’ Retrospektive «The Unanimous Life» am Museo Reina Sofía in Madrid, die danach in mehreren wichtigen Kunstmuseen Europas gezeigt wurde.
2008 war sie kuratorische Beraterin für die Carnegie International. Sie war außerdem die Begründerin des «Deutsche Börse Residency-Program» für internationale Künstler, Kunstvermittler und Kuratoren. 2010 war Martínez Gastkuratorin der 29. Biennale von São Paulo. Sie gehörte der Jury für den Preis der Nationalgalerie für junge Kunst 2011 an. Sie leitete 2012 die kuratorische Abteilung der dOCUMENTA (13) in Kassel und war Mitglied der Agenten-Kerngruppe derselben.

## Wirken
Chus Martínez doziert regelmäßig und publiziert Katalogtexte und Kritiken für das Artforum und andere internationale Zeitschriften.
Zusammen mit Bettina Funcke betreut sie die Schriftenreihe 100 Notizen – 100 Gedanken.
Ab 2005 war Martínez im Verwaltungsrat der International Association of Curators of Contemporary Art (IKT), von 2008 bis 2011 als Schatzmeisterin.

## Kuratorische Arbeit

### MACBA
- 2011: Natascha Sadr Haghighian – De paso
- 2011: The Otolith Group - La forma del pensament
- 2011: Are you Ready for TV?
- 2010: #01 Armando Andrade Tudela – ahir, demà
- 2009/10: The Malady of Writing
- 2009/10: Ray Johnson
- 2009: Thomas Bayrle, Retroperspektive, I’ve a feeling we’re not in Kansas anymore; The Malady of Writing. A project on text and speculative imagination
- 2007/08: The MACBA at the Frankfurter Kunstverein

### Museo Reina Sofía
- 2008: «The Unanimous Life», Retrospektive von Deimantas Narkevicius

### Frankfurter Kunstverein
- 2006: The Martha Rosler Library; Whenever It Starts It Is The Right Time – Strategien für eine unstetige Zukunft
- 2007: Tommy Støckel
- 2008: The Great Transformation – Kunst und taktische Magie

### Institut Kunst, Basel
- 2019: I-Hood, Kunsthaus Baselland[23]
- 2017: Wir heissen euch hoffen, Kunsthaus Baselland[24]

## Schriften
- (Hrsg.) Deutschland Im Herbst. Ursula Blickle Stiftung, 2009, ISBN 978-3-930043-30-9.
- The Great Transformation / druk 1: art and tactical magic. Veenman Publishers, 2008, ISBN 978-90-8690-206-4.
- Pensee Sauvage Von Freiheit. Revolver, Frankfurt am Main, 2007, ISBN 978-3-86588-377-3.
- Charo Garaigorta: airports. (mit Carles Guerra). Sala de Exposiciones Rekalde, Bilbao, 2004, ISBN 84-88559-39-9.
- Dora Garcia: 1101001000 Unodiezcienmilinfinito. Fundacion La Caixa de Pensiones, Barcelona, 2002, ISBN 84-7664-747-6.